# Barnim von Zeuner
Karl Ludwig Barnim von Zeuner (* 12. August 1821 in Stettin; † 7. Februar 1904 in Berlin) war ein preußischer General der Infanterie.

## Leben

### Herkunft
Er war ein Sohn von Karl von Zeuner (1781–1854) und dessen Ehefrau Marie Charlotte Amalie, geborene Freiin von Oetinger (1786–1869). Sein Vater war preußischer Oberst a. D., zuletzt Kommandeur des 4. Husaren-Regiments. Der spätere Generalleutnant Ferdinand von Zeuner (1825–1888) war sein jüngerer Bruder.

### Militärkarriere
Zeuner besuchte das Kadettenhaus in Potsdam, erhielt anschließend Privatunterricht sowie Unterricht in der kombinierten Garde-Divisionsschule. Am 1. Februar 1839 trat er mit Aussicht auf Beförderung in das Kaiser-Alexander-Grenadier-Regiment der Preußischen Armee ein und avancierte bis Mitte Dezember 1840 zum Sekondeleutnant. Von Mitte Oktober 1844 bis Ende Juni 1845 war Zeuner als Lehrer an der Vereinigten Garde-Divisionsschule tätig. Ende Juli 1846 wurde er als Adjutant zum kombinierten Garde-Reserve-Bataillon in Küstrin kommandiert. Zum 1. Mai 1848 kehrte Zeuner in sein Stammregiment zurück, wurde am 1. Juni 1849 Bataillonsadjutant und stieg am 9. November 1850 zum Regimentsadjutanten auf. In dieser Eigenschaft folgte am 22. Juni 1852 seine Beförderung zum Premierleutnant. Als solcher wurde Zeuner am 14. Februar 1854 Adjutant der 3. Garde-Infanterie-Brigade und in dieser Stellung am 10. Januar 1856 Hauptmann. Vom 22. Dezember 1857 bis zum 22. April 1863 fungierte er als Kompaniechef im Kaiser Alexander Garde-Grenadier-Regiment und anschließend in den Generalstab der 15. Division nach Köln versetzt. Als Major war Zeuner ab dem 9. Mai 1865 kurzzeitig im Generalstab des VIII. Armee-Korps, um am 17. Juni 1865 unter Stellung à la suite des Generalstabes der Armee zum Direktor der Kriegsschule Engers ernannt zu werden.
Für die Dauer des mobilen Verhältnisses anlässlich des Deutschen Krieges war Zeuner 1866 Erster Generalstabsoffizier der Division „Beyer“. In dieser Stellung nahm er während des Mainfeldzuges an den Kämpfen bei Hammelburg, Werbach, Helmstadt, Uettingen und Hettstadt sowie der Beschießung von Würzburg teil. Seine Leistungen wurden durch die Verleihung des Roten Adlerordens IV. Klasse mit Schwertern gewürdigt.
Nach dem Friedensschluss kehrte Zeuner auf seinen Posten als Direktor der Kriegsschule zurück und wurde am 31. Dezember 1866 mit Patent vom 30. Oktober 1866 zum Oberstleutnant befördert. Ende Juni 1868 war er für drei Monate zur Führung des Füsilier-Bataillons im 6. Thüringischen Infanterie-Regiment Nr. 95 in Coburg kommandiert. Vor dem Beginn des Krieges gegen Frankreich wurde Zeuner am 16. Juli 1870 zum Kommandeur des Kaiser Franz Garde-Grenadier-Regiments Nr. 2 ernannt. Von diesem Kommando wurde er jedoch wieder entbunden und am 18. Juli 1870 für die Dauer des mobilen Verhältnisses zum Kommandeur des Kaiser Alexander Garde-Grenadier-Regiments Nr. 1 ernannt. Kurz darauf wurde Zeuner am 26. Juli 1870 zum Oberst befördert und führte sein Regiment in den Schlachten bei Gravelotte, Sedan sowie Le Bourget und der Belagerung von Paris.
Ausgezeichnet mit beiden Klassen des Eisernen Kreuzes wurde Zeuner nach dem Vorfrieden von Versailles am 29. März 1871 als Regimentskommandeur bestätigt. Gleichzeitig fungierte er ab dem 15. Juli 1871 auch als Mitglied der Obermilitärstudienkommission und der Studienkommission für die Kriegsschulen. Sein Regimentschef Kaiser Alexander II. verlieh Zeuner den Ordens der Heiligen Anna II. Klasse mit Krone und Schwertern, den Orden des Heiligen Wladimir III. Klasse sowie den Orden des Heiligen Georg IV. Klasse. Unter Stellung à la suite seines Regiments beauftragte man ihn am 2. Dezember 1873 mit der Führung der 40. Infanterie-Brigade in Braunschweig. Am 14. Februar 1874 wurde er zum Kommandeur dieses Großverbandes ernannt und am 2. Mai 1874 zum Generalmajor befördert. Mit seiner Beförderung zum Generalleutnant erhielt Zeuner am 22. März 1880 das Kommando über die 13. Division in Münster. In dieser Stellung wurde ihm am 22. Januar 1882 der Stern zum Roten Adlerorden II. Klasse mit Eichenlaub und Schwertern am Ringe verliehen. In Genehmigung seines Abschiedsgesuches stellte man ihn am 14. April 1883 mit der gesetzlichen Pension zur Disposition.
Nach seiner Verabschiedung erhielt Zeuner am 5. Mai 1883 den Kronenorden I. Klasse und Wilhelm II. verlieh ihm am 18. August 1895, dem Jahrestag der Schlacht bei Gravelotte, den Charakter als General der Infanterie. Außerdem wurde Zeuner am 14. September 1900 die Erlaubnis zum Tragen der Uniform des Kaiser Alexander Garde-Grenadier-Regiments Nr. 1 erteilt.

### Familie
Zeuner hatte sich am 20. April 1865 in Meseberg mit Agnes von Hövel (* 1840) verheiratet. Aus der Ehe ging die Tochter Friede (* 1866) und der Sohn Alexander (* 1872) hervor.